# تئو ارناندز
تئو برنارد فرانسوا ارناندز (به فرانسوی: Theo Bernard François Hernández‎؛ زادهٔ ۶ اکتبر ۱۹۹۷) بازیکن فوتبال اهل فرانسه است که برای باشگاه فوتبال الهلال بازی می‌کند.
از باشگاه‌هایی که در آن بازی کرده است می‌توان به اتلتیکو مادرید بی، آلاوس، رئال مادرید، رئال سوسیداد و آ.ث. میلان اشاره کرد.
او برادر کوچک‌تر لوکاس ارناندز دیگر مدافع فرانسوی است که در پاری سن ژرمن بازی می‌کند.

## حرفه باشگاهی

### اتلتیکو مادرید
هرناندز متولد مارسی در سال ۲۰۰۷ در ۹ سالگی به آکادمی اتلتیکو مادرید پیوست. پس از پیشرفت در رده‌های جوانان، در تابستان ۲۰۱۵ به باشگاه فوتبال اتلتیکو مادرید بی در دسته سوم ارتقا یافت.
در ۳ فوریه ۲۰۱۶، هرناندز قرارداد خود را تمدید کرد. دو روز بعد، او به تیم اصلی برای بازی ایبار دعوت شد اما در برد خانگی ۳–۱ به عنوان یک تعویض بلااستفاده باقی ماند.

#### آلاوس
بازی کرددر ۴ اوت ۲۰۱۶، هرناندز قرارداد خود را تا سال ۲۰۲۱ تمدید کرد و بلافاصله به مدت یک سال به باشگاه دپورتیوو آلاوس قرض داده شد. او اولین بازی حرفه ای خود را در اواخر ماه انجام داد و در تساوی ۰–۰ خانگی مقابل اسپورتینگ خیخون بازی کرد.
در ۱۶ اکتبر ۲۰۱۶، هرناندز در تساوی ۱–۱ خانگی مقابل مالاگا پس از یک تکل سخت روی ایگناسیو کاماچو، یک کارت قرمز مستقیم دریافت کرد. او اولین گل حرفه ای خود را در ۷ می بعدی به ثمر رساند و تنها گل بازی را در پیروزی خانگی مقابل اتلتیک بیلبائو به ثمر رساند.
هرناندز که در طول رقابت‌های تیم باسکی در کوپا دل ری، شروع کننده همیشگی بود، به آنها کمک کرد برای اولین بار در تاریخ ۹۱ ساله خود به فینال برسند. در جریان بازی تعیین‌کننده در ۲۷ می ۲۰۱۷، او گل تساوی را از طریق یک ضربه آزاد مستقیم در باخت ۱–۳ مقابل بارسلونا به ثمر رساند.

#### رئال مادرید
در ۵ ژوئیه ۲۰۱۷، هرناندز پس از دریافت بند فسخ ۲۴ میلیون یورویی رئال مادرید، قراردادی ۶ ساله با رئال مادرید امضا کرد. او اولین بازی خود را در ۱۶ آگوست، به جای مارکو آسنسیو در پیروزی ۲–۰ خانگی مقابل بارسلونا در سوپرکاپ اسپانیا در سال ۲۰۱۷ انجام داد.
هرناندز در طول فصل ۱۸–۲۰۱۷ لیگ قهرمانان اروپا سه بازی انجام داد که به باشگاه کمک کرد سومین عنوان متوالی و سیزدهمین عنوان کلی خود را در این رقابت‌ها کسب کند. در ۱۰ اوت ۲۰۱۸، او به رئال سوسیداد قرض داده شد.

#### آث میلان
در ۷ ژوئیه ۲۰۱۹، هرناندز با قراردادی به ارزش حداکثر ۲۰ میلیون یورو به باشگاه آث میلان پیوست. این انتقال توسط پائولو مالدینی تأیید و انجام شد، او به‌طور غیررسمی با او در ایبیزا ملاقات کرد تا او را متقاعد به پیوستن کند.
هرناندز اولین بازی رسمی خود را در ۲۱ سپتامبر ۲۰۱۹ انجام داد و ۱۸ دقیقه در شکست ۲–۰ مقابل اینترمیلان در دربی دلا مدونینا بازی کرد. او اولین گل خود را برای روسونری در ۵ اکتبر به ثمر رساند و کمک کرد تا با نتیجه ۲–۱ در جنوا پیروز شوند.
قرارداد هرناندز در سال ۲۰۲۴ به پایان می‌رسد، با این حال روسونری در حال حاضر روی تمدید قرارداد کار می‌کند که شامل افزایش دستمزد سنگین تئو نیز می‌شود.
در فصل فوتبالی ۲۲–۲۰۲۱ همراه با میلان اولین قهرمانی خود در سری آ را به دست آورد، سهم هرناندز ۵ گل و ۶ پاس گل بود که این بهترین عملکرد در میان مدافعان فصل سری آ بود.

### حرفه ملی
در ۲۶ آگوست ۲۰۲۱، او اولین تماس خود را با تیم بزرگسالان فرانسه دریافت کرد. او اولین بازی خود را در ۷ سپتامبر ۲۰۲۱ در مقدماتی جام جهانی مقابل فنلاند انجام داد که در خانه ۲–۰ پیروز شدند.  در اکتبر ۲۰۲۱، قبل از بازی نیمه نهایی لیگ ملت‌های یوفا مقابل بلژیک، تئو برای اولین بار توسط دیدیه دشان به همراه برادرش لوکاس به تیم ملی دعوت شد. این دو بعداً در ترکیب ۳–۴–۱–۲ به‌ترتیب به‌عنوان مدافع میانی چپ و وین‌بک چپ به میدان رفتند، و این اولین باری بود که با هم در یک بازی در تیم بزرگسالان بازی کردند. در ۷ اکتبر، او در پیروزی ۳–۲ مقابل حریف بلژیک موفق به گلزنی شد و تیمش را برای اولین بار در تاریخ مسابقات به فینال فرستاد.

### زندگی شخصی
پدر هرناندز، ژان فرانسوا، نیز یک فوتبالیست بود. او که یک مدافع میانی اسپانیایی‌تبار بود، برای اتلتیکو مادرید نیز بازی کرد. برادر بزرگتر او، لوکاس، که برای بایرن مونیخ و فرانسه بازی می‌کند، نیز در این باشگاه رشد کرد.
او از ژوئن ۲۰۲۰ با مدل ایتالیایی زوئی کریستوفولی رابطه داشته است.

#### آمار شغلی
تا تاریخ match played 2۲ دسامبر ۲۰۲۱
بازی و گل بر اساس باشگاه، فصل و رقابت
| باشگاه              | فصل     | لیگ              | لیگ          | لیگ | جام حذفی     | جام حذفی | اروپا        | اروپا | دیگر         | دیگر | جمع          | جمع |
| باشگاه              | فصل     | بخش              | حضور در بازی | گل  | حضور در بازی | گل       | حضور در بازی | گل    | حضور در بازی | گل   | حضور در بازی | گل  |
| ------------------- | ------- | ---------------- | ------------ | --- | ------------ | -------- | ------------ | ----- | ------------ | ---- | ------------ | --- |
| اتلتیکو مادرید بی   | 2015–16 | Tercera División | ۹            | ۰   | -            | -        | -            | -     | 1            | ۰    | ۱۰           | ۰   |
| آلاوز (قرضی)        | ۲۰۱۶–۱۷ | لالیگا           | ۳۲           | ۱   | ۶            | ۱        | -            | -     | -            | -    | ۳۸           | ۲   |
| رئال مادرید         | 2017–18 | لالیگا           | ۱۳           | ۰   | ۶            | ۰        | 3            | ۰     | 1            | ۰    | ۲۳           | ۰   |
| رئال سوسیداد (قرضی) | ۲۰۱۸–۱۹ | لالیگا           | ۲۴           | ۱   | ۴            | ۰        | -            | -     | -            | -    | ۲۸           | ۱   |
| آث میلان            | ۲۰۱۹–۲۰ | سری آ            | ۳۳           | ۶   | ۳            | ۱        | -            | -     | -            | -    | ۳۶           | ۷   |
| آث میلان            | ۲۰۲۰–۲۱ | سری آ            | ۳۳           | ۷   | ۲            | ۰        | 10           | ۱     | -            | -    | ۴۵           | ۸   |
| آث میلان            | ۲۰۲۱–۲۲ | سری آ            | ۱۵           | ۲   | ۰            | ۰        | 5            | ۰     | -            | -    | ۲۰           | ۲   |
| آث میلان            | جمع     | جمع              | ۸۱           | ۱۵  | ۵            | ۱        | ۱۵           | ۱     | ۰            | ۰    | ۱۰۱          | ۱۷  |
| کل حرفه             | کل حرفه | کل حرفه          | ۱۵۹          | ۱۷  | ۲۱           | ۲        | ۱۸           | ۱     | ۲            | ۰    | ۲۰۰          | ۲۰  |

### بین‌المللی
تا تاریخ match played 1۳ نوامبر ۲۰۲۱
| تیم ملی | سال  | حضور در بازی | گل |
| ------- | ---- | ------------ | -- |
| فرانسه  | ۲۰۲۱ | ۴            | ۱  |
| جمع     | جمع  | ۴            | ۱  |

لیست گل‌های بین‌المللی تئو هرناندز
|   | تاریخ        | محل                             | حریف              | نتیجه | رقابت                      |
| - | ------------ | ------------------------------- | ----------------- | ----- | -------------------------- |
| 1 | ۷ اکتبر ۲۰۲۱ | ورزشگاه یوونتوس، تورین، ایتالیا | بلژیک</img> بلژیک | 3-2   | فینال لیگ ملت‌های یوفا ۲۰۲۱ |

## افتخارات

### آلاوز
- نایب قهرمان کوپا دل ری : 17–2016[۳۶]

### رئال مادرید
- سوپرکاپ اسپانیا: 2017[۳۷]
- لیگ قهرمانان اروپا: 2017–18[۳۸]
- سوپر جام یوفا: 2017[۳۹]
- جام باشگاه‌های جهان فیفا: 2017[۴۰]

#### فرانسه
- لیگ ملت‌های یوفا: 2020–21[۴۱]

نایب قهرمانی جام جهانی ۲۰۲۲

#### شخصی
- بهترین بازیکن فصل آث میلان: ۲۰۱۹–۲۰
- تیم منتخب سری آ: 2019–20[۴۲]

تیم منتخب سری آ: ۲۰۲۰–۲۱